# Pancor Jackhammer
Jackhammer («Джекгаммер», укр. Відбійний молоток) — американський автоматичний дробовик револьверного типу. Був розроблений Джоном Андерсеном в 1978 році, перший зразок випущений в 1985 році, а перші випробування проводилися в 1990-х роках. На озброєння прийнятий не був.
«Джекгаммер» - самозарядний револьверний дробовик, виконаний за схемою «буллпап» під патрон 12-го калібру. Набої поміщаються в комірках знімної касети — барабана. Дробовик спочатку рекламувався під «вивіскою» фірми Pancor Corporation, а пізніше — Mark Three Corporation.
Всього було виготовлено три зразки «Джекгаммера», два з яких були знищені в процесі випробувань у HP White Labs. Останній уцілілий екземпляр нині використовується кінокомпанією, як декорація у фільмах.

## Система
Автоматика «Джекгаммер» Mk3 працює за рахунок руху ствола вперед під тиском газів на особливий надульник. При русі ствола вперед, пов'язаний з ним шток входить своїм заднім виступом у взаємодію з пазом касети й повертає її на 1/10 обороту. При зворотному русі ствола, під дією зворотної пружини, шток зводить ударний механізм. Дійшовши до крайнього заднього положення, ствол зчіплюється з касетою таким чином, щоб забезпечити співвісність каналу ствола й комори, а відтак запобігти прориву порохових газів між ними. Дія автоматики істотно нагадує систему автоматичного револьвера Webley-Fosbery.
Час роботи спускового механізму дозволяє стрільцю зробити до 240 пострілів на хвилину. Перезарядження вручну здійснюється рухом цівки. Коротким рухом цівки назад, також відкидається порожня касета. Надульник зі скошеним переднім зрізом відіграє теж роль компенсатора.
За наявності спеціального детонатора, магазин може використовуватися як протипіхотна міна.

## Використання і згадки
Pancor Jackhammer призначений для озброєння поліції й армії. Був також варіант для озброєння бойових плавців, який відрізнявся від стандартного варіанту тим, що мав герметичний контейнер для транспортування зброї під водою. На ринку цивільної зброї в більшості країн продаж Pancor Jackhammer заборонена.